# (34407) 2000 RD93
2000 RD93 (asteroide 34407) é um asteroide da cintura principal. Possui uma excentricidade de 0.17951250 e uma inclinação de 6.67450º.
Este asteroide foi descoberto no dia 3 de setembro de 2000 por LINEAR em Socorro.